# تاريخ نظرية الأوتار
يمتد تاريخ نظرية الأوتار لعدة عقود من البحوث المكثفة. تتضمن ثورتين لنظرية الأوتار الفائقة. من خلال الجهود المشتركة للكثير من الباحثين، تطورت نظرية الأوتار إلى موضوع أوسع ومتنوع أكثر، والذي يرتبط بالجاذبية الكمية، والجسيمات، وفيزيائية المادة المكثفة، وعلم الكونيات، والرياضيات البحتة.

## 1943-1959: نظرية المصفوفة-إس
أعادت نظرية الأوتار تقديم تطور (نظرية المصفوفة-إس)، وجرى البدء ببرنامج للبحوث من خلال فيرنر هايزنبيرغ في عام 1943، والذي اتبع نهج ومقدمة الباحث جون أرتشيبالد ويلر في عام 1937 في بحثه (مقدمة حول نظرية المصفوفة-إس). وأيد العديد من الباحثين البارزين هذه النظرية، بدايةً من أواخر الستينيات من القرن الثامن عشر، وصُرف النظر عن هذا المجال في أواسط السبعينيات من نفس القرن، واختفى في بداية الثمانينيات. تجاهل الفيزيائيون هذا المجال بسبب الطرق الرياضية الحسابية الغريبة التي يستخدمها، وبسبب أن نظرية التداخل بين الجسيمات الابتدائية حلت محلها كمنهج اختباري أفضل ومؤهل أكثر للتفاعلات الوثيقة (القوية).
قدمت هذه النظرية إعادة نظر جذري لأساسيات القوانين الفيزيائية، وفي بداية أربعينيات القرن الثامن عشر أصبح من الجلي أن البروتون والنيوترون لم يكن نقطي الشكل مثل جسيمات الإلكترون. وأن العزم المغناطيسي يختلف بشكل كبير عن ذلك الموجود في الجسيمات النقطية ذات الدوران النصفي المشحونة، وأنه أكثر من اللازم لتفريق الاختلافات للاضطرابات الصغيرة. كان تفاعلها قويًا لدرجة تناثرها إلى أجسام كروية دقيقة، لا نقطية. اقترح هايزنبيرغ أن التفاعل الداخلي القوي للجسيمات كان في الحقيقة تفاعلًا لأجسام متوسعة، وبسبب وجود صعوبة في فهم المبادئ التي تتعلق بالجسيمات النسبية، اقترح أن مفهوم الزمن والمكان في أي لحظة يُهمل أو يتم تجاهله عندما يتعلق بالمقاييس النووية.
من الصعب تكوين نظرية فيزيائية دون مكان وزمان. لكن هايزنبيرغ اقترح حلاً لهذه المشكلة: مركزًا على الكميات التي يمكن مراقبتها والتي يجري قياسها عن طريق التجارب. وهي تجارب يمكن تنفيذها على كميات مجهرية فقط، ويمكن نقلها عن طريق سلسلة من الأحداث (التفاعلات) إلى الأجهزة الكلاسيكية التي تملأ حجرة التجارب. تُعتبر الأجسام التي تسعى إلى اللانهاية جسيمات ثابتة في التراكب الكمي للحالات المختلفة للقوة الدافعة (الزخم).
اقترح هايزنبيرغ أيضًا أنه حتى في حالة إهمال الزمان والمكان، يبقى مفهوم الزخم -والذي يُحدد بعيدًا عن حجرة الاختبار، يعمل. إن الكمية الفيزيائية التي اقترحها كأساس هي قيمة السعة الكمومية الميكانيكية المطلوبة لمجموعة من الجسيمات الداخلة (الواردة) لتتحول إلى مجموعة من الجسيمات الخارجة، ولم يقر بوجود أي خطوات في منتصف هذا التفاعل.
وبهذا تكون المصفوفة-إس الكمية التي تصف كيفية تحول مجموعة من الجسيمات الداخلة إلى مجموعة خارجة (منطلقة) من الجسيمات. ومن اقتراحات هايزنبيرغ دراسة هذه النظرية بشكل مباشر، دون أي فرضيات ودون التقيد بالزمن والمساحة. ولكن عند حدوث انتقال من الماضي البعيد إلى المستقبل البعيد في خطوة واحدة ودون خطوات (انتقالات) في الوسط، يصبح من الصعب جدًا حساب أي شيء. وفي نظرية المجال الكمي، تعتبر المراحل المتوسطة عبارة عن تقلبات لهذا المجال أو شكلًا مكافئًا لتقلبات الجسيمات الافتراضية. ولا تحتوي هذه النظرية على كميات موضعية خلال هذه العملية.
قدّم هايزنبيرغ اقتراحًا يقتضي باستخدام (التكاملية) لتحديد المصفوفة إس. وبكل الحالات التي يمكن تخيلها، يجب أن يساوي مقدار الاتساع في المربعات واحدًا. يمكن لهذه الخاصية تحديد سعة المجال الكمي، وتعتبر فرضية الترتيب من الطرق الرياضية المعروفة وأيضًا تسمى بـ «سلسلة الاضطرابات»، وذلك بعد إعطاء التفاعلات الأساسية. وفي العديد من نظريات المجال الكمي، تزداد السعة بشكل سريع عند ارتفاع الطاقة لمستويات عالية لتطبيق التكاملية على هذه النظرية. ولكن دون فرضيات إضافية حول سلوك الطاقة عند المستويات المرتفعة جدًا، لا تكفي التكاملية وحدها لتحديد الانتشار. وقد جرى تجاهل هذا الاقتراح لعدة سنوات.
كُشف عن مقترح هايزنبيرغ في عام 1956، عندما تعرفت ماري جيل-مان على علاقات الانتشار المشابهة التي اكتشفها هيندريك كراميرز، ورالف كروتينغ في العشرينيات من نفس القرن، والتي سمحت بصياغة مفهوم السببية، ومن الممكن أن يُحدث هذا المفهوم تأثيرًا في المستقبل وهو ما سيكون بعيدًا كل البعد عن المفاهيم في الماضي ولا يتأثر بها، حتى لو تم التعرف بشكل واضح على المفهوم الميكروسكوبي (الدقيق) للماضي والمستقبل. وقد اعترف أيضًا بأن هذه العلاقات قد تكون مفيدة في المراقبة من خلال الحاسوب (المراقبة الآلية) في حالة التفاعلات القوية الفيزيائية.
عُدّت العلاقات الانتشارية خصائص تحليلية لهذه النظرية، وفرضت حالات شديدة من تلك التي تفرضها النظرية التكاملية. وهذا التطور في نظرية المصفوفة-إس تم إيقافه من خلال ماري جيل- مان ومارفن ليونارد كولديركرز عام 1954، من خلال اكتشاف «التناظر المتقاطع» وهو حالة أخرى يجب اعتمادها من قبل هذه النظرية.
من بين المؤيدين لمنهج العلاقات الانتشارية ستانلي ماندلستام وجوفري جيو، كلاهما من جامعة كاليفورنيا في بركلي، في ذلك الوقت. اكتشف ماندلستام العلاقات الانتشارية الثنائية، والتي تعتبر شكلًا ثانيًا جديدًا وأكثر قوة، في عام 1958. وقد اعتقد ماندلستام أنها ستوفر مفتاحًا لتحقيق التقدم في التفاعلات المتداخلة القوية.

## 1959- 1968: نظرية ريجي والنماذج الأولية
في أواخر الخمسينيات من القرن الثامن عشر، اكتُشفت العديد من الجسيمات التي تدور بسرعة عالية، ووُصف بعضها بأنها غير أساسية. بينما اقترح الفيزيائي الياباني شويتشي ساكاتا أنه يمكن فهم حالة الجسيمات على أنها حالة ترابط  بين الجسيمات الثلاث الأساسية (البروتون، والنيوترون، وليمدا). اعتقد جوفري جيو أن هذه الجسيمات لم تكن أساسية بالمرة. وجرت إعادة صياغة منهج ساكاتا في السبعينيات من نفس القرن إلى نموذج كوارك من قبل ماري جيل- مان، وجورج زويغ من خلال جعل شحنات المكونات الافتراضية فعالة ورفض فكرة أنها جسيمات يجري قياسها. في ذلك الوقت، اعتُبر منهج جيو المنهج السائد؛ لأنه لم يقدم قيمًا للشحنات الاحتكاكية، ولأنه ركز على القياسات التجريبية لعناصر نظرية المصفوفة-إ، وتجاهل المكونات الافتراضية النقطية الدقيقة.
اكتشف المُنظر والباحث الشاب الإيطالي توليو ريجي عام 1959 أن حالات الترابط بين الجسيمات في ميكانيكيات الكم يمكن تنظيمها في فئات معروفة بمسارات ريجي، ولكل فئة عزم زاوي أو مداري مميز. وجرى تعميم هذه الفكرة إلى ميكانيكا الكم النسبية من قبل ستانلي ماندلستام، وفلاديمير كرييوف، ومارسيل فرويسارت مستخدمين طرقًا حسابية مختلفة. ومن طرق إعادة تقديم النظرية من قبل أرنولد سمرفيلد، وكينيث مارشال واطسون تم هذا الاكتشاف، وكانت النتيجة وصفًا لتركيبة (فرويسارت-كرييوف).
لاحظ كل من جوفري جيو وستيفن فروتسجي في عام 1961 أن الميزونز هو أحد مسارات ريجي المستقيمة حين يكون مخططها بشكل يدور حول الكتلة الجانبية على ما يسمى بخريطة جيو- فروتسجي، والتي تتضمن أن انتشار الجسيمات من الممكن أن ينتج عنه سلوك قوي جدًا، والتي من الممكن أن تخرج بزاوية كبيرة بشكل سريع وكبير. ومع إدراك هذه الحقيقة أمل المنظرون في إنشاء نظرية للجسيمات المركبة على مسارات ريجي، يكون مدى انتشارها مقاربًا أكثر لما تتطلبه نظرية ريجي.                                             